# Herodova gostija (Masolino)
Herodova gostija je freska Masolina da Panicaleja v krstilnici Castiglione Olona. Je del Zgodb svetega Janeza Krstnika, naslikanih leta 1435, med katerimi je ena najboljših fresk. Pri gradnji sta verjetno sodelovala tudi takratna Masolinova pomočnika Vecchietta in Paolo Schiavo.

## Opis
Prizorišče je postavljeno v razkošno renesančno arhitekturo, sestavljeno na vrtoglavem sredinskem pogledu po pravilih linearne perspektive. Na levi pod odprto arhitravno ložo, nekakšno idealno humanistično arhitekturo, se odvija dejanska gostija s Herodom na čelu mize in tremi gosti, med katerimi bi lahko bil tisti poleg njega portret kardinala Branda Castiglionija, ki je cikel naročil. Pred njimi stoji nekaj dostojanstvenikov, vključno z dvema likoma z mazzocchio, takrat modnim pokrivalom, ki spominja na podobne figure na freski Brancaccijeve kapele Zdravljenje pohabljenega in Vstajenje Tabita (1424-1425) , čeprav so tukaj obravnavane z večjim realizmom in volumetrično trdnostjo. Nad ložo je poleg friza kerubinov in festonov iz klasičnih sarkofagov še ena loža z loki. Desno je prizor Salomine predaje glave svetega Janeza Krstnika Herodiadi, ob pogledu na katero se deklica zelo lepih potez v strahu umakne. Ta prizor se odvija pod zelo dolgim portikom s stebri in okroglimi loki. To renesančno ložo si je treba predstavljati v kontekstu majhnega mesta v provinci Lombardija, kjer je bila poslikana s freskami, za katero je značilna pretežno gotska in opečnata arhitektura, popolnoma drugačna od naslikane.
V ozadju se vidi gorata pokrajina, kjer je naslikan krstnikov grob, majhen in oddaljen.
Delo je bilo nekoč obogateno s tabličnimi reliefnimi okraski in pozlato, ki je danes skoraj popolnoma izgubljena.

## Slog
Freska je pomembna za opis Masolinove vloge kot posrednika med epizodno sladkostjo mednarodne gotike in inovacijami firenške renesanse, ki so se združile v vmesnem slogu, kjer je prostornost nova, vendar je aristokratska linearna eleganca figur še vedno povezana s poznogotsko matrico. Njegov slog je bil bolj razumljiv in sprejemljiv za slikarje severne Italije, ki so še vedno tesno povezani z gotsko figurativno kulturo, kot za bolj radikalne umetnike, kar je omogočilo širjenje inovacij izven meja Toskane.
Prostorske oznake so tukaj hiperbolično podčrtane, kot da bi želele poudariti avtorjevo izvirnost glede na langobardsko kulturo.